# KSV 바우나탈
KSV 바우나탈(독일어: Kultur- und Sportverein Baunatal e.V.)은 독일 헤센 주 바우나탈에 연고지를 둔 독일의 축구단이다. KSV 바우니탈은 과거 KSV Altenritte 와 KSV Altenbauna두 구단이 합쳐져 만들어진 구단으로 1964년 4월 13일에 정식으로 창단되었다.
이후 KSV 바우니탈은 1976년부터 1979년까지 2부 리그인 2nd 분데스리가 쥐드에서 세 시즌 동안 가장 큰 전성기를 누렸었다.